# Johan Grimonprez
Johan Grimonprez (Roeselare, België, 1962) is een Belgische videokunstenaar, regisseur en curator. Hij is vooral bekend door zijn films Dial H-I-S-T-O-R-Y, Double Take en Soundtrack to a Coup d'Etat. Hij wordt onder andere geïnspireerd door Walter Benjamin, Jorge Luis Borges en Don DeLillo.
Grimonprez levert kritiek op de manipulatie door de media en hun invloed op de loop van de geschiedenis. Hij buigt zich ook over de relatie tussen de individuele en de doorsnee-afbeelding, zapgedrag en de bevraging van onze eensluidende realiteit. Grimonprez stelt dat "Hollywood de realiteit lijkt voor te zijn": de wereld is dusdanig overspoeld door mediabeelden waardoor men zich tot de aanslagen van 11 september verhoudt aan de hand van de geprojecteerde beelden. Op deze manier kwam fictie terug om ons als realiteit te achtervolgen.

## Biografie
Na zijn studie culturele antropologie vervolgde Grimonprez met Fotografie en Mixed Media aan de Koninklijke Academie voor Schone Kunsten van Gent. Daarna behaalde hij een MFA in Video & Mixed Media aan de School of Visual Arts in New York. In 1993 werd Grimonprez toegelaten tot het Whitney Museum Independent Study Program, waarna hij zich verder bekwaamde aan de Jan van Eyck Academie in Maastricht. In 1993 werkte Grimonprez aan de serie Besmette Stad voor het Belgische televisieprogramma Ziggurat.
In 1997 maakte hij zijn intrede in de internationale kunstscene met Dial H-I-S-T-O-R-Y op documenta X in Kassel na de première in het Musée National d’Art Moderne in Parijs. Hij wordt vertegenwoordigd door Sean Kelly Gallery in New York die onder meer instond voor Deitch Projects in 2000 en We never tell everything, we always keep something for the next anthropologist in de Yvon Lambert Gallery in 2004. In Europa wordt Grimonprez vertegenwoordigd door de Galerie Kamel Mennour in Parijs die onder andere Are You Ready for TV? in het Museu d'Art Contemporani de Barcelona organiseerde in 2010.
In 2007 kreeg hij zijn eerste retrospectieve in de Pinakothek der Moderne in München: Johan Grimonprez – Retrospective 1992-2007. In 2010 volgde met Johan Grimonprez een tweede retrospectieve in de Fruitmarket Gallery in Edinburg.
In 2011-2012 organiseerde het Stedelijk Museum voor Actuele Kunst in Gent de eerste grootschalige retrospectieve in zijn geboorteland: It’s a Poor Sort of Memory that Only Works Backwards. ArtForum beschreef deze tentoonstelling als "een onbekend archief [...] van de perceptie van fragmenten tot de bewustwording van een gemeenschappelijke mentaliteit, van een woordenstroom tot aan het aftekenen van een heus discours". Kunstenaars, waaronder Roy Villevoye, Jan Dietvorst en Adam Curtis, waren uitgenodigd om bij te dragen aan de overzichtsexpositie. Een prominent aspect in Grimonprez’ werk is de lucht: "een canvas waarop men altijd zijn mystieke aspiraties, zijn politieke en economische worsteling en zijn poëtische verbeelding heeft geprojecteerd. Ze zonderen ruimtes af waarin de échte geschiedenissen van hedendaagse maatschappijen zijn verweven."
Volgens ArtForum volgt de kritische dimensie in Grimonprez’ werk direct na het "esthetische van ramp en terreur en de deugden van kanaalsurfen om de kijker in een staat van authentieke fascinatie onder te dompelen." Door gebruik te maken van herhaling en vertraging werkt Grimonprez naar een tweede glimp toe; een ‘double take’ – net als in zijn langspeelfilm Double Take (2009) en "de staat van verwarring waarin we worden vastgehouden door de mediamachine." ArtForum stelt dat Grimonprez "ons niet hekelt met beschuldigingen maar eerder suggereert dat we kortsluiting van deze machine, waar we korte fragmenten van opvangen, heroverwegen.“ It’s a Poor Sort of Memory that Only Works Backwards werd in 2011 ook tentoongesteld in het Blaffer Art Museum in Houston.

## Films

### Kobarweng Or Where is Your Helicopter? (1992)
Deze korte documentaire over een geïsoleerd dorpje in het hoogland van Nieuw-Guinea combineert archiefmateriaal en gesproken geschiedenis. Grimonprez verbeeldt de eerste ontmoeting tussen de mensen van Irian Yaya en het wetenschappelijke team met antropologen van de Nederlandse Sterrengebergte Expeditie. De confrontatie met het team en hun helikopter bracht een schok teweeg die het wereldbeeld van de dorpsbewoners op de kop zette. De gebeurtenis trad hun taal binnen: weng betekent 'waar' en kobar 'vliegtuig'.
De titel verwijst naar de eerste vraag die Grimonprez werd gesteld door een lokale bewoner toen hij aankwam in het dorpje Pepera. De filmbeelden zijn gecombineerd met geluidsopnames van observaties en opmerkingen uit interviews met antropologen, verslagen van ooggetuigen en de herinneringen van de Hooglanders aan de momenten van ‘het eerste contact’ tussen de witte indringers (missionarissen, goudzoekers, antropologen, avonturiers) en de lokale bewoners: "We vertellen nooit alles, we bewaren altijd iets voor de volgende antropoloog" – ze zijn zo vrij dit aan Margaret Mead te bekennen, terwijl een andere getuige opmerkt: "We noemden de witten ‘mensen van zeep’, maar hun uitwerpselen stonken net zoals de onzen." De film wisselt de rollen tussen observant en geobserveerde om: het verlangen van de observerende antropoloog wordt 'exotisch', een object van bezienswaardigheid, gedestabiliseerd door de vragen van de dorpsbewoners. Grimonprez: "'Kobarweng' kijkt op kritische wijze naar de mythe van objectiviteit, de pretentie van een theoretische en wetenschappelijke onthechting van de antropoloog, maar evenzeer in het discours van westerse wetenschap, waar de kijker gevangen zit een vervreemdende houding die zijn of haar onderwerp overstijgt."
In 1994 maakte Grimonprez een installatie die verder inging op de thema's van 'Kobarweng'. It Will Be All Right If You Come Again, Only Next Time Don’t Bring Any Gear, Except Tea Kettle ... verbeelde in vijf kanalen onder andere de ontmoeting tussen verschillende groepen in 1939 en de problemen die het neokolonialisme vandaag veroorzaakt. De provincie is bezet door het Indonesische leger en volgens een verslag van een rechtenstudent van de Yale-universiteit "kan er weinig twijfel bestaan over het feit dat de Indonesische regering betrokken is bij een systematisch patroon van handelen dat resulteerde in het kwetsen van een groot deel van de inheemse bevolking van West-Papua." Amnesty International vond dat er geen efficiënte middelen waren voor het volk om klachten in te dienen tegen de politie, die inbreuk maakte op internationale wetten en standaarden.

### Dial H-I-S-T-O-R-Y (1997)
Deze essayistische film toont de geschiedenis van vliegtuigkapingen aan de hand van tv-verslagen. De film begint met de eerste gedocumenteerde kaping in 1931, die van begin af aan beschreven werd als onderdeel van de politieke arena. Dial H-I-S-T-O-R-Y laat zien dat kapingen steeds meer media-aandacht krijgen en steeds dodelijker werden. Live-tv maakte het mogelijk om de kapingen van minuut tot minuut te volgen en vervaagde de lijn tussen entertainment en nieuws. De kaping verliest zijn communicatieve kracht omdat terroristen een manier zoeken om hun worsteling in de geschiedenis te beschrijven en omdat ze verstookt raken van het plaatje dat de media van hun schetst. De kaping werd een symbool van een grens die overschreden is in een politiek ideaal. "Deze studie is van vóór de terroristische aanslagen op 11 september 2001" wordt doorkruist door passages uit Don DeLillo’s romans Mao II en White Noise, "die een literair en filosofisch ankerpunt aan de film geven".
De verhaallijn van de film is gebaseerd op een fictieve dialoog tussen een terrorist en een romanschrijver. De schrijver beargumenteert dat de terrorist zijn rol in de maatschappij heeft gekaapt: "Er is een vreemde overeenkomst die romanschrijvers en terroristen verbindt. Jaren geleden dacht ik dat een schrijver de mogelijkheid had om het innerlijke leven van een cultuur te kunnen veranderen. Momenteel hebben bommenmakers en wapendragers dit terrein overgenomen." Wanneer het plot zich verder ontwikkelt, wordt duidelijk dat de groeiende media-aandacht voor terroristische kapingen de terrorist de macht om een binnenwaartse maatschappelijke schok te produceren, van de schrijver heeft ontfutseld. Ze spelen een nulsomspel, waarbij dat "wat de terrorist verovert hetgeen is dat de schrijver verliest". Tegen de jaren 90 bestaan er klaarblijkelijk geen individuele kapers meer, "op onze tv-schermen vervangen door staatsgesubsidieerde verhalen over kofferbommen."
Later zijn de media in toenemende mate betrokken als een belangrijke speler; "Het beeld van het individu is vervangen door een toeloop van menigten; kapen is vervangen door anonieme koffer bommen. [...] Sinds de jaren 80, begon het Kabinet-Reagan het terroristenspektakel welkom te heten om zijn eigen vuile spel in El Salvador, Guatemala en Nicaragua te verhullen. Terrorisme werd eenvoudigweg een oppervlakkig spelletjes, gespeeld door de media." Op deze manier is de kapers’ kaping, die gekaapt werd door het nieuws en de media, het onderliggende thema van de film.

### Double Take (2009)
Double Take, uitgebracht in 2009, is een combinatie van fictieve en documentaire elementen. Het plot, geschreven door de Britse romanschrijver Thomas McCarthy, concentreert zich op Alfred Hitchcock en zijn fictieve ontmoeting met een oudere versie van hemzelf tijdens de Koude Oorlog. Double Take gebruikt de bedreiging in de lucht als allegorie en bevraagt de opkomst van televisie in de huiselijke kring en de daaruit voortkomende commercialisering van de angst. De vijf Folgers-reclames voor oploskoffie, die door Double Take spelen, staan niet alleen symbool voor de televisiereclames, maar ook voor angst en moord, schuilend in een huiselijke omgeving. Geïnspireerd door het korte verhaal 25th August, 1983, speelt de film met de ‘Hitchcockian/Borgesian’ spreuk "Als je je dubbelganger tegenkomt, vermoordt deze dan ... Voordat hij jou vermoordt ...". De ontmoeting met het evenbeeld of de spiegeling van Hitchcock tegenover Hitchcock (zoals Hitchcock zichzelf vaak spiegelde als de verteller in zijn films door middel van zijn verschijningen), schetsen het thema van de dubbelganger – de parodie op het origineel. Dit spiegelt op zijn beurt het plot over de rivaliteit tussen cinema (Hitchcock de filmmaker), zijn dubbelganger; de televisie (Hitchcock de televisiemaker) en de jongere YouTube-Hitchcock. Deze ambivalente identiteit is door Johan Grimonprez omschreven als "Het bevreemdende gevoel in een situatie dat iets of iemand er precies hetzelfde uitziet als het andere of de ander, maar toch niet hetzelfde is, waardoor het totaal niet op zijn plaats is. Het creëert een ongemakkelijk en onrustig gevoel die enerzijds de dreigende situatie aankondigt, maar anderzijds juist daardoor een glimp van het sublieme toont."

### Shadow World (2016)
Deze documentaire behandelt de internationale wapenhandel en baseert zich op het boek The Shadow World: Inside the Global Arms Trade (2011) van Andrew Feinstein. Dit boek belicht de parallelle wereld van geld, corruptie, misleiding en dood achter de wapenhandel. Interviews in het boek zijn met Jeremy Scahill, Chris Hedges, Michael Hardt, Noam Chomsky en Frans de Waal. Grimonprez stelt dat "de hedendaagse conditie voor mens-zijn stelt de relevantie van politiek en realiteit in vraag, een relevantie die is bezweken onder het gewicht van een informatieve overdosis en grootschalig bedrog". Voor Grimonprez is het huidige politieke debat "beperkt tot louter angst management waardoor paranoia plotseling de enige zinvolle staat van zijn lijkt, waar het gemakkelijker is te zinnen op het einde van de wereld dan een levensvatbaar politiek alternatief te bedenken." "Om te voorkomen dat ik vast kwam te zitten in enkel bekritiseren van sociaal kwaad, begon ik naar alternatieven te zoeken. Het is inderdaad belangrijk om aan te geven wat we niet willen, maar nog belangrijker is het benoemen van hetgeen we wel willen." Volgens Grimonprez laat de film niet alleen zien hoe corruptie de globale wapenhandel drijft – terwijl deze handel vaak het toneel voor oorlog wordt, maar biedt de film hopelijk ook alternatieven voor de paradigma’s van hebzucht, gevierd door ‘social Darwinism’. De onderzoeken van Frans de Waal op het gebied van empathie en zijn focus op samenwerking en het oplossen van conflicten bieden een tegenhanger voor dit gevierde paradigma van hebzucht en corruptie.

## Videotentoonstellingen
De videotentoonstellingen hebben de vorm van een videolounge waar een collectie van clips wordt getoond. Ze kunnen worden beschouwd als een mediastorend middel: enerzijds tonen ze een bevestiging van een globale terugtrekking van bedrijven die onze essentie wegnemen, die patenteren en privatiseren uit winstbejag, ons eten - en daarmee ons lichaam - veranderen door middel van genetische manipulatie en anderzijds functioneren de programma’s als aanjager van het debat. Volgens Grimonprez zijn de elementen die deel uitmaken van de programma’s soms net zo simpel als een hete kop koffie: :We zouden onze ‘video library’ nooit installeren zonder koekjes, de geur van koffie en de afstandsbediening binnen handbereik. Deze elementen vormen op zich al een platform van gezelligheid, een atmosfeer om te kletsen. U bent uitgenodigd om de afstandsbedienig te pakken en te zappen door uw eigen keuze van video’s, alsof u zelf de curator bent van uw eigen show.“.

### Beware! In Playing the Phantom, You Become One
Deze videolounge is gebaseerd op de geschiedenis van televisie en is tot stand gekomen in samenwerking met Herman Asselberghs. In dit werk bevraagt Grimonprez het plaatje van de toeschouwer als passieve consument en zoekt hij naar de impact van beelden op onze gevoelens, onze kennis en ons geheugen. Volgens Grimonprez presenteert de homogeniteit van hetgeen de media te bieden hebben een creatieve context waarbinnen beelden bewust verkeerd kunnen worden geïnterpreteerd. De saaie gelijkvormigheid van het gros van tv zal nooit een perceptuele uniformiteit kunnen opdringen.

### Maybe the Sky is Really Green...
Deze lopende ‘video library’/vlog-installatie is een project over de geschiedenis van de afstandsbediening in relatie tot de televisiereclame en over hoe zappen zijn intrede deed als nieuwe manier om te kunnen verhouden tot de wereld in de jaren 80. Terwijl Walter Benjamin en Sergej Eisenstein montage als een revolutionair middel voor sociale analyse benoemden, overtroffen MTV en CNN dit. Grimonprez constateerde: "Ik zag wat CNN met oorlogsbeelden deed en toen kwamen al die reclames er tussendoor. Ik stelde me zappen voor als de ultieme vorm van poëzie. Het is een visueel gedicht." Het project ging door toen, volgens Grimonprez, zappen "nutteloos" werd na de aanslagen van 11 september omdat tv-zenders almaar dezelfde beelden uitzonden van het instorten van de "toren-inferno". De media hoefden niet langer bij te blijven met de realiteit, de realiteit bleef nu met de media bij. Geen gelukkige en onschuldige consument meer van een vervlogen tv-tijdperk; men is zowel de vurige consument van angst, als de protagonist van een groeiende alomtegenwoordigheid van bewakingssystemen.

## Filmografie

### Langspeelfilms
- dial H-I-S-T-O-R-Y (1997)
- Double Take (2009)
- Shadow World (documentaire, 2016)
- Soundtrack to a Coup d'Etat (2024)

### Korte films
- Nimdol June 18, 1959 (1990)
- Kobarweng or Where is Your Helicopter? (1992)
- Well, you can't go to California, that's the first place they'll look for you (1993)
- Smell the flowers while you can (1993)
- LOST NATION, January 1999 (1999)
- Ron Burrage, Hitchcock Double (2005)
- The Hitchcock Castings (2005)
- Looking for Alfred (2005), korte film en installatie
- …because Superglue is forever (2011), werkversie van How to Rewind Your Dog
- I may have lost forever my umbrella (2011)

### Televisie
- Besmette Stad, geproduceerd door Ziggurat, Belgische TV BRT/TV1 (1993)

### Multimedia
- Bed (Deerlijk: Gemeentemuseum, 2005), interactieve installatie
- It will be all right if you come again, only next time don't bring any gear, except a tea kettle... (Brussel: Les Expositions du Palais des Beaux-Arts & Gent: S.M.A.K. 1994), video installatie bestaan uit 5 kanalen
- Hitchcock didn't have a belly button: Interview with Karen Black by Johan Grimonprez (in coproductie met Los Angeles: The Hammer Museum Residence, 2009), audioinstallatie
- YouTube Me and I Tube You, On Zapping: Close Encounters and the Commercial Break (in samenwerking met Charlotte Léouzon voor Are You Ready for TV?, Barcelona: MACBA & Houston: Blaffer Art Museum & Gent: S.M.A.K., 2010), installatie en web project bestaande uit 2 kanalen

### Vlogs
- Beware! In playing the phantom you become one (in samenwerking met Herman Asselberghs, 1994–1998) video library. Franse versie: Prends garde! A jouer au fantôme, on le devient (Paris: Musée National d'Art Moderne /Centre Georges Pompidou, 1997). Duitse versie: Vorsicht! Wer Phantom Spielt wird selbst eins (Kassel: Documenta X, 1997)
- Dorothy Doesn't Live Here Anymore... (in coproductie met Büro Friedrich, Berlin, 1997–2001) video lounge
- Maybe the Sky is Really Green, and We’re Just Colourblind (Stockholm: Magasin 3, 2000–2002) video lounge
- Manipulators: Maybe the sky is really green and we're just colorblind (in samenwerking met Charlotte Léouzon voor Gent: ZooLogical Garden, München: Pinakothek der Moderne, 2006), YouTube-o-theque

## Bilbiografie
- It will be all right if you come again, only next time don’t bring any gear, except a tea kettle... (Brussel: Les Expositions du Palais des Beaux-Arts, 1994)
- Beware! In playing the phantom you become one (Johan Grimonprez & Herman Asselberghs, 1994–1998) video library. Franse versie: Prends garde! A jouer au fantôme, on le devient (Paris: Musée National d'Art Moderne /Centre Georges Pompidou, 1997). Duitse versie: Vorsicht! Wer Phantom Spielt wird selbst eins (Kassel: Documenta X, 1997)
- ...we must be over the rainbow! (Santiago de Compostela: CGAC en Xunta de Galicia, 1998) ISBN 84-453-2258-3
- Inflight Magazine (Stuttgart: Hatje Cantz, 2000) ISBN 978-3775709934
- Dial H-I-S-T-O-R-Y / A Holiday From History, an essay by Slavoj Zizek (Bijdragen van Don DeLillo, Hans Ulrich Obrist, Vrääth Öhner, Argos Editions, Brussel: zap-o matik en Stuttgart: Hatje Cantz, 2003) ISBN 978-9076855127
- Looking for Alfred (Londen: Film and Video Umbrella, Stuttgart: Hatje Cantz Verlag, Munich: Pinakothek der Moderne, 2007) ISBN 978-1904270256
- It’s a Poor Sort of Memory that Only Works Backwards (Stuttgart: Hatje Cantz, 2011) ISBN 978-3775731300

### Essays
- Asselberghs, H. & Grimonprez, J., "No Man's Land", in Inflight (Stuttgard: Hatje Cantz, 2000), 10–53, gebaseerd op 'Nergensland' (Leuven: Dietsche Warande & Belfort, 1997)
- "Maybe the Sky is Really Green, and We're Just Colourblind": On Zapping, Close Encounters and the Commercial Break, gebaseerd op de tekst die oorspronkelijk gepubliceerd was als: Remote Control. On Zapping, Close Encounters and the Commercial Break, in Are You Ready for TV?, (MACBA, 2010–2011)

## Erkenning
- Daedalus Prijs, Originaliteitsprijs, Kunst & Vliegwerk, Koninklijke Academie voor Schone Kunsten (1985), Gent
- Stichting Paul de Vigne, Koninklijke Academie voor Schone Kunsten (1987), Gent
- Award-Winnaar, Experimentele Documentaire (1992), Baltimore Filmforum, Baltimore
- Eerste Prijs Beste Videocreatie, Muestra Internacional de Video de Cádiz (1994), Cádiz
- Eerste Prijs, Grand Prix de la Ville de Genève (1993), Biennale de Vidéo, Saint-Gervais, Genève
- Director's Choice Award, The Images Festival (1998), Toronto
- Gouden Spire, Winnaar Beste Regisseur, San Francisco Internationaal Film Festival (1998), San Francisco
- Eerste Prijs Internationale Media Award (SWR/ZKM Karlsruhe 2005)
- Eerste Prijs Europese Media Award (Osnabrück, 2006)
- Spirit Award Winnaar, Brooklyn Internationaal Film Festival (2006), New York
- Eerste Prijs Winnaar Canariasmediafest (2006), Gran Canaria
- Black Pearl Award voor Beste Nieuwe Documentaire Regisseur (2009), Middle East Internationaal Film Festival, Abu Dhabi
- Grote Prijs New Media Film Festival (2010), Los Angeles
- Productiebeurs Sundance Film Instituut (2011)
- Productiebeurs Gucci Tribeca Documentaire Fonds (2012)

- Bibsys: 5052525
- Bibliothèque nationale de France: cb15589252b (data)
- Digitale Bibliotheek voor de Nederlandse Letteren: grim017
- Gemeinsame Normdatei: 122345916
- International Standard Name Identifier: 0000 0000 1076 4769
- KulturNav: 069b61fe-b642-4c26-a063-ef0edeaa1619
- Library of Congress Control Number: no99084326
- Nationale Bibliotheek van Letland: 000213554
- Nationale Bibliotheek van Israël: 987012385040905171
- Nederlandse Thesaurus van Auteursnamen: 299141373
- PIC: 379096
- RKD-Nederlands Instituut voor Kunstgeschiedenis: 33883
- SNAC: w6cr7v4m
- Système universitaire de documentation: 120910918
- Union List of Artist Names: 500331773
- Virtual International Authority File: 217369810
- WorldCat: E39PBJdCmWhBjccvhyWrJkgFrq